# O Estado de S. Paulo
O Estado de S. Paulo, também conhecido como Estadão, é um jornal brasileiro publicado na cidade de São Paulo desde 1875. Ao lado de O Globo, Folha de S.Paulo, Valor Econômico, Zero Hora, Correio Braziliense e Estado de Minas, entre outros, forma o grupo dos principais jornais de referência do Brasil.
Foi fundado com base nos ideais de um grupo de republicanos, em 4 de janeiro de 1875. Nessa época, o jornal se chamava A Província de São Paulo e foi o pioneiro em venda avulsa no país, fato pelo qual foi ridicularizado pela concorrência (Correio Paulistano, O Ipiranga e Diário de S. Paulo (1865)).
A venda avulsa foi impulsionada pelo imigrante francês Bernard Gregoire, que saía às ruas montado num cavalo e tocando uma corneta para chamar a atenção do público — e que, décadas depois, viraria o próprio símbolo do jornal — aumentou a tiragem do jornal. Ao final do século XIX, o Estado já era o maior jornal de São Paulo, superando em muito o Correio Paulistano.
Logo após o fim da Segunda Guerra Mundial, o Estado viu enorme progresso, com o aumento da tiragem e de seu prestígio nacional. A administração dos interventores mostrou-se financeiramente eficiente e o periódico gozava de ótima situação financeira. O jornal era o quarto em circulação no Brasil em 2015, com uma média diária de 157 761 exemplares e terceiro na versão digital com 78 410 visitas, e o segundo na Grande São Paulo, com média diária de 159,9 mil exemplares em 2007. Sofre, no entanto, uma queda acelerada no número de leitores, assim como outras grandes publicações brasileiras.

## História

### Fundação
Quando o jornal surgiu, tinha quatro páginas e uma tiragem de 2 025 exemplares. O termo "Província" perdurou até 31 de dezembro de 1889, um mês após o golpe militar que depôs a monarquia e estabeleceu a república no Brasil. Embora tenha apoiado o golpe, o jornal se mostrou independente de qualquer partido político, recusando-se a servir aos interesses do ascendente Partido Republicano Paulista (PRP).
Quando o então redator-chefe Francisco Rangel Pestana se afastou para trabalhar no projeto da Constituição, em Petrópolis, o jovem redator Júlio de Mesquita assumiu efetivamente a direção d'O Estado e deu início a uma série de inovações. A agência Havas, então a maior do mundo, foi contratada pelo jornal e deu mais agilidade às notícias internacionais.

### Primeira metade do século XX

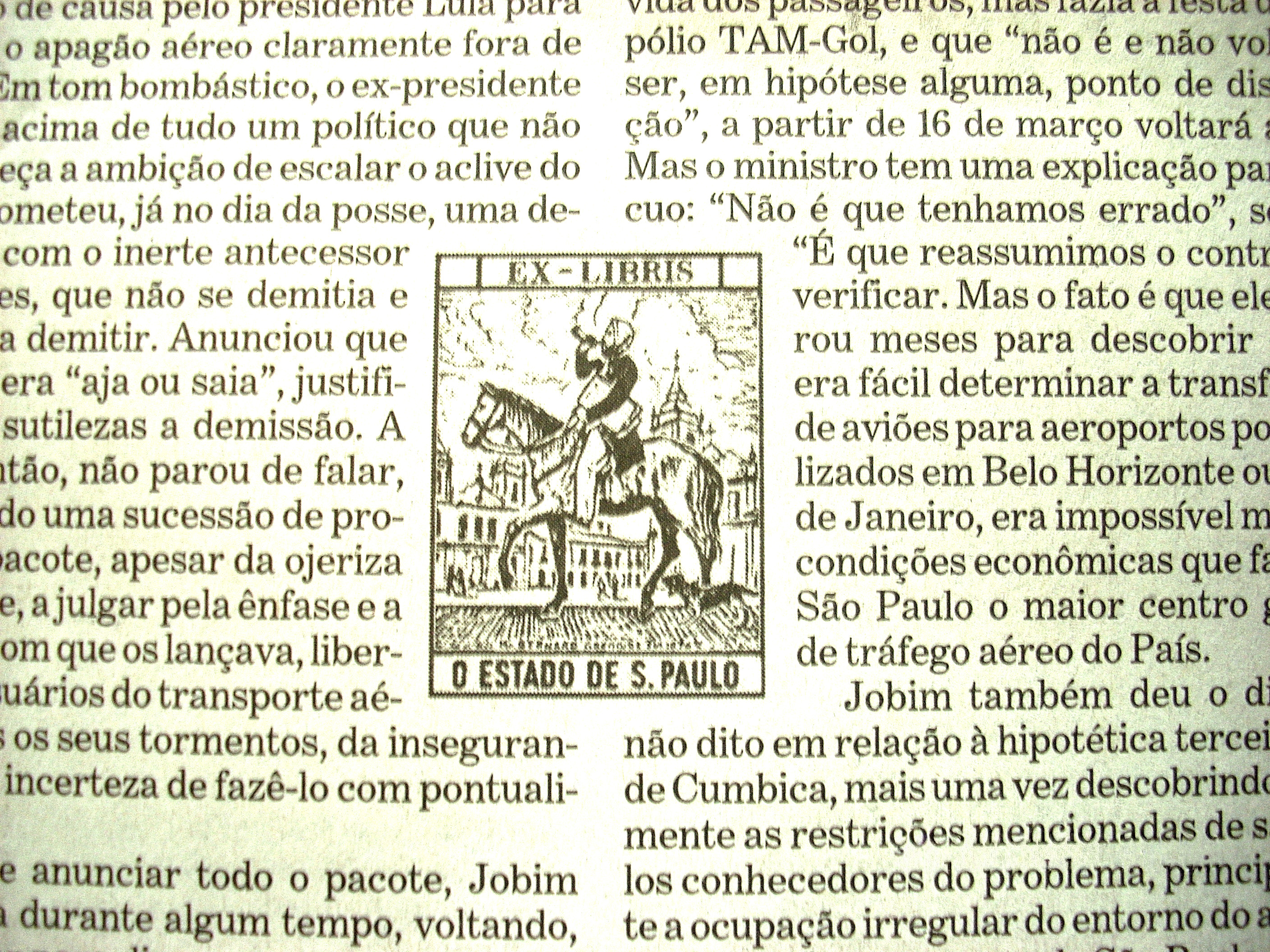
Bernard Gregoire, símbolo do jornal

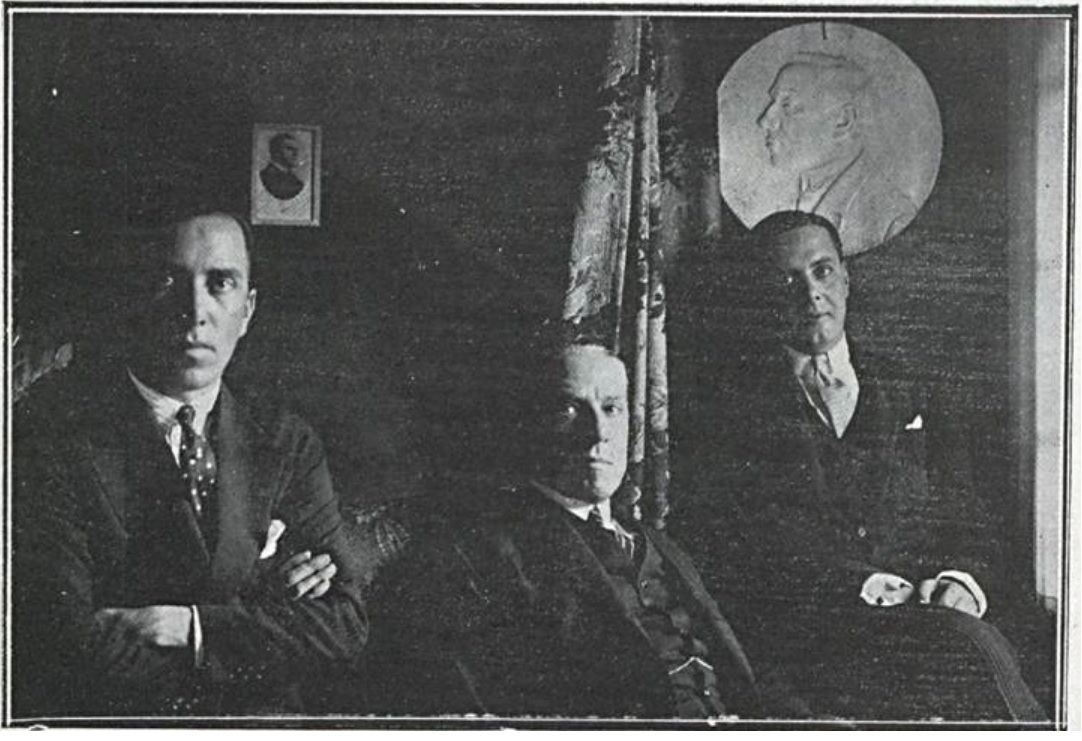
Redação do jornal em 1927: da esquerda para a direita Júlio de Mesquita Filho, Nestor Rangel Pestana e o correspondente da agência United Press, sr. Comora.

Ao final do século XIX, o Estado já era o maior jornal de São Paulo, superando em muito o Correio Paulistano. Propriedade exclusiva da família Mesquita a partir de 1902, o Estado apoiou a causa aliada na Primeira Guerra Mundial, sofrendo represália da comunidade alemã na cidade, que retira todos os anúncios do jornal. Mesmo assim, Mesquita mantém a posição de seu diário. Nas mesmas circunstâncias, sofreu censura por parte do governo, que cortava matérias relacionadas às suas ações ou às questões nacionais. Durante a guerra, passa a circular a edição vespertina do jornal, conhecida como "Estadinho", dirigida pelo então jovem Júlio de Mesquita Filho.
Em 1924, o Estado foi impedido de circular pela primeira vez, entre os dias 28 de julho e 17 de agosto. A censura veio primeiramente do lado dos revoltosos, quando ocuparam a cidade, e depois do governo federal, após expulsar os rebeldes. Julio Mesquita foi preso e enviado ao Rio de Janeiro, sendo libertado pouco depois. Com a morte do velho diretor em 1927, seu filho Júlio de Mesquita Filho assumiu a redação com o irmão Francisco, este à frente da parte financeira do jornal.
Em 1930, o Estado, ligado ao Partido Democrático, apoiou a candidatura de Getúlio Vargas pela Aliança Liberal. Vargas foi derrotado nas eleições, mas assumiu o poder com a Revolução de 1930, saudada pelo jornal como um marco do fim de um sistema oligárquico.
O chamado Grupo Estado assumiu em 1932 a liderança da revolução constitucionalista e, com sua derrota, boa parte da diretoria foi enviada ao exílio — Júlio e Francisco foram para Portugal e lá permaneceram até novembro de 1933, quando Getúlio nomeou Armando de Salles Oliveira, amigo dos diretores, como interventor de São Paulo.
Anos depois, com a eclosão do Estado Novo, o jornal manteve a oposição ao regime e, em março de 1940, foi invadido pelo Dops por supostamente armazenar armas. O jornal foi inicialmente fechado e logo depois confiscado pela ditadura, sendo administrado pelo DIP (Departamento de Imprensa e Propaganda) até 6 de dezembro de 1945, quando foi devolvido pelo Supremo Tribunal Federal a seus legítimos proprietários após a deposição de Getúlio. Os números publicados a partir da intervenção são desconsiderados na história do diário.
Logo após o fim da Segunda Guerra Mundial, o Estado viu enorme progresso, com o aumento da tiragem e de seu prestígio nacional. A administração dos interventores mostrou-se financeiramente eficiente e o periódico gozava de ótima situação financeira. Na década de 1950, foi construída uma nova sede, o edifício da Rua Major Quedinho (que ainda abrigaria o Hotel Jaraguá), e máquinas modernas de impressão foram importadas. Foi a fase em que a editoria de Internacional foi comandada pelo jornalista Giannino Carta e por Ruy Mesquita. O Estado, desse período até a década de 1970, ostentou em sua primeira página quase que exclusivamente o noticiário internacional. Outros produtos do Grupo Estado vieram nessa mesma época, como a Rádio Eldorado (1954), a Edição de Esportes (1964), o Jornal da Tarde (1966) e a Agência Estado (1970).

### República Nova e golpe de 1964
Durante a República Nova (1946–1964) o Estado alinhou-se à União Democrática Nacional de Carlos Lacerda e fez oposição a todos os governos, em especial o de João Goulart. Em 1962, o diretor Júlio de Mesquita Filho chegou a escrever o "Roteiro da Revolução". Em 1964, o Estado apoiou a insurreição militar que levou ao Golpe de 64 que instaurou a ditadura militar no Brasil — descrito como "contragolpe" por Ruy Mesquita — e a eleição indireta de Castelo Branco. No dia 1 de abril daquele ano publicou texto de apoio à derrubada de João Goulart, traçando um paralelo com a Revolução Constitucionalista de 1932:
| “ | Minas desta vez está conosco... Dentro de poucas horas, essas forças não serão mais do que uma parcela mínima da incontável legião de brasileiros que anseiam por demonstrar definitivamente ao caudilho que a nação jamais se vergará às suas imposições. | ” |

Logo após o Ato Institucional Número Dois, de 1965, que dissolveu os partidos políticos, o jornal rompeu com o regime.
Em 20 de abril de 1968 o jornal sofre um atentado a bomba que acabou por destruir a entrada da sede. A explosão rua Major Quedinho com a Martins Fontes, arrebenta a porta de aço, destrói o saguão, fere o porteiro do jornal e estilhaça os vidros das janelas de todos os prédios num raio de quinhentos metros.

### Censura na ditadura militar

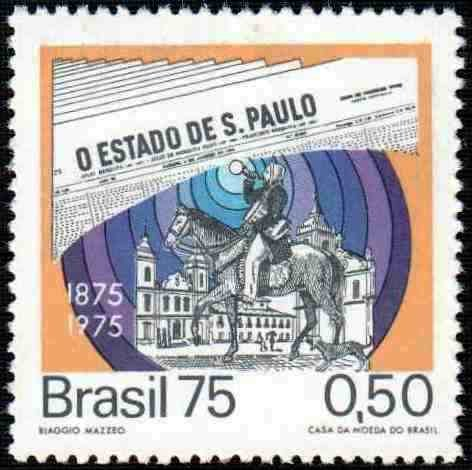
Homenagem filatélica pelo centenário do jornal.

Em 13 de dezembro de 1968, a edição do Estado foi apreendida em razão da recusa de Mesquita Filho de excluir da seção "Notas e Informações" o editorial "Instituições em Frangalhos", em que denunciava o fim de qualquer aparência de normalidade democrática. Os jornalistas conseguiram distribuir algumas centenas de exemplares, e repetiram o feito no dia seguinte, desta vez com 84,9 mil edições do Jornal da Tarde. A partir da data, o jornal passou a contar com censores da Polícia Federal em sua redação, ao contrário dos outros grandes jornais brasileiros, que aceitaram se autocensurar.
Com a morte de Mesquita Filho, o Estado passou a ser dirigido, em 1969, por Júlio de Mesquita Neto. Nesse período o jornal ganhou visibilidade mundial ao denunciar a censura prévia com a publicação de trechos de Os Lusíadas, de Luís de Camões, no lugar de matérias proibidas pelos censores. Outros poetas, como Gonçalves Dias, Castro Alves, Manuel Bandeira e Cecília Meireles também tiveram obras suas publicadas no lugar de matérias censuradas. Entre 29 de março de 1973 e 3 de janeiro de 1975, o Estado teve 1136 textos cortados — em 655 ocasiões, versos de Os Lusíadas foram colocados no lugar das matérias cortadas. Muitos jornalistas do Estado foram perseguidos, presos e torturados.
A partir de 6 de janeiro de 1969, a censura continuou, mas a distância — os cortes eram ordenados por telefone ou por escrito. Ordens ignoradas eram punidas com a apreensão da edição na saída do prédio. Em 1974, o jornal recebeu o Prêmio Pena de Ouro da Liberdade, conferido pela Federação Internacional de Editores de Jornais. Em 3 de dezembro de 1975, acabou oficialmente a censura ao jornal, com a ascensão de Ernesto Geisel ao poder.
A partir da década de 1970 o jornal endividou-se para a construção de sua nova sede na Marginal Tietê (para onde se mudou em 1976) e passou por severa crise financeira, disputando o mercado com o novo padrão de jornalismo representado pela Folha de S.Paulo.

### Anos 1980, 1990 e 2000

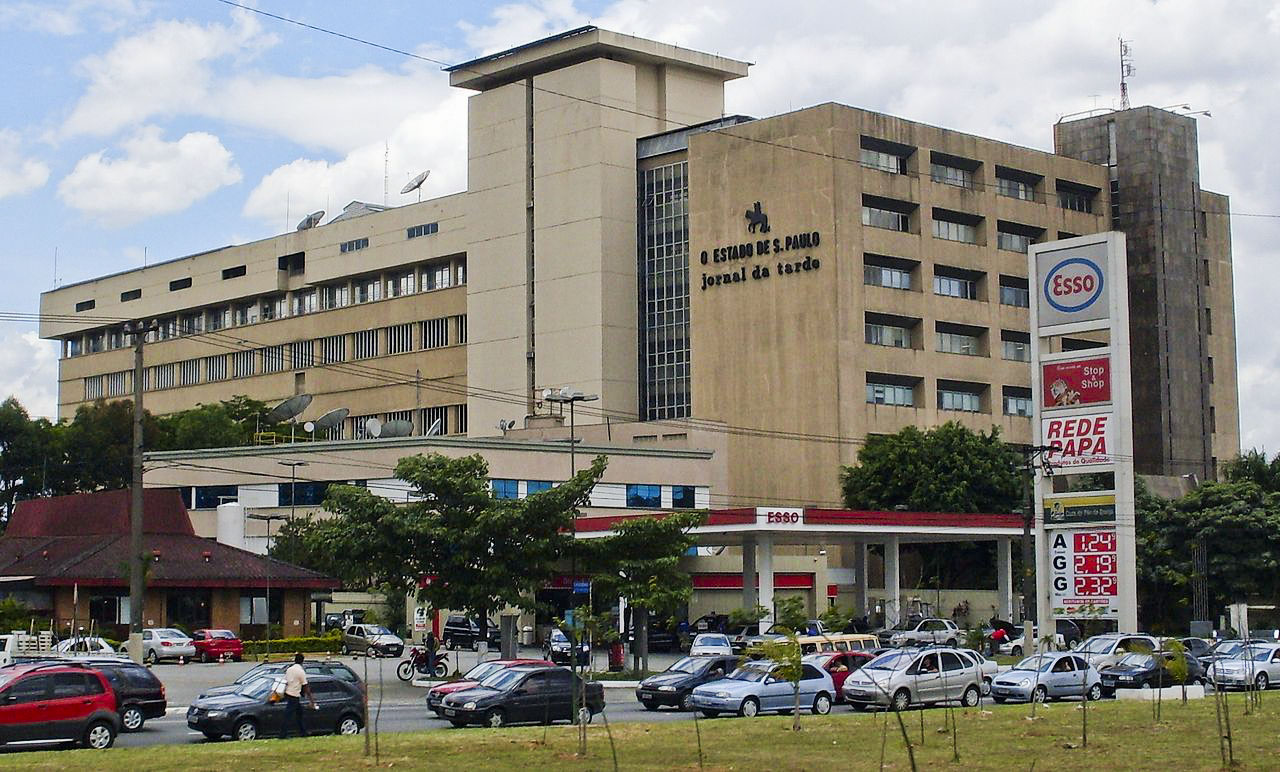
Sede dO Estado de S. Paulo, na Marginal do Rio Tietê, zona norte de São Paulo.

Em 1986, o Estado contratou o jornalista Augusto Nunes para assumir o posto de diretor de redação. Ele renovou o noticiário do jornal e empreendeu uma série de reformas gráficas, que redundariam na adoção, em 1991, de cores no jornal e de edições diárias - até então o Estado não circulava às segundas-feiras e dias seguintes a feriados. Em 1996, Júlio de Mesquita Neto morreu, e o jornal passou a ser dirigido por seu irmão, Ruy Mesquita, até então diretor do Jornal da Tarde, pertencente ao Grupo Estado.
O jornal era o quarto em circulação no Brasil em dezembro de 2013, com uma média diária de 234 mil exemplares, e o segundo na Grande São Paulo, com média diária de 159,9 mil exemplares em 2007. Em 2009 o jornal foi impedido de publicar notícias sobre a Operação Faktor, que investiga Fernando Sarney, suspeito de fazer caixa dois na campanha de Roseana Sarney na disputa pelo governo do Maranhão em 2006. Posteriormente, Fernando Sarney desistiu da ação, mas o jornal não aceitou esse arquivamento, o que faz com que o impedimento imposto (qualificado pelo jornal como censura) continue em vigor até nova ordem judicial.

### Anos 2010 e 2020
No dia 2 de outubro de 2010, a então colunista Maria Rita Kehl publicou o artigo "Dois Pesos...", que fala sobre as inúmeras correntes de e-mails enviadas pela internet que desqualificam os votos dos pobres das chamadas classes sociais D e E sob um argumento que já seria "familiar ao leitor" segundo Kehl: "os votos dos pobres a favor da continuidade das políticas sociais implantadas durante oito anos de governo Lula não valem tanto quanto os nossos". Ela diz que, de acordo com tal argumento, os votos dos pobres das chamadas classes D e E "não são expressão consciente de vontade política" e "teriam sido comprados ao preço do que parte da oposição chama de bolsa-esmola".
Além de refutar os argumentos de alguns e-mails que circularam bastante pela internet com ironias como "onde foram parar os verdadeiros humildes de quem o patronato cordial tanto gostava, capazes de trabalhar bem mais que as oito horas regulamentares por uma miséria?" e observações como "se for verdade, é estarrecedor imaginar do que viviam antes disso", ela também elogiou o Bolsa-Família ao escrever: "Vale mais tentar a vida a partir da Bolsa-Família, que apesar de modesta, reduziu de 12% para 4,8% a faixa de população em estado de pobreza extrema. Será que o leitor paulistano tem ideia de quanto é preciso ser pobre, para sair dessa faixa por uma diferença de R$ 200?".
Ela terminou o artigo escrevendo que "quando, pela primeira vez, os sem-cidadania conquistaram direitos mínimos que desejam preservar pela via democrática, parte dos cidadãos que se consideram classe A vem a público desqualificar a seriedade de seus votos".
Esse artigo gerou grande repercussão na internet e a colunista acabou demitida. Para Maria Rita Kehl, o fato de ter sido demitida seria uma situação absurda: "Como é que um jornal que está, que anuncia estar sob censura, pode demitir alguém só porque a opinião da pessoa é diferente da sua?". Segundo a ex-colunista, o motivo de sua demissão foi o fato de o jornal ter considerado o texto um "delito de opinião". O diretor do Estadão, Ricardo Gandour, em uma entrevista sobre o ocorrido disse que "não houve demissão", que "colunistas se revezam, cumprem ciclos". Ele disse também que "não houve censura, a coluna saiu integralmente, sem mexer em uma vírgula". Quando argumentado pelo entrevistador que, apesar de Ricardo Gandour negar o ato de censura, houve consequências para a colunista por expressar a sua opinião, como a sua saída do jornal, o diretor do jornal alegou que "o foco daquele espaço que era outro", era a psicanálise, entretanto "esse não era o enfoque que ela vinha praticando", mas admitiu que considerou que "a coluna de sábado foi uma coluna forte". Porém não foi esclarecido porque apenas após essa última "coluna forte" é que o jornal decidiu afastar a colunista e não anteriormente ou posteriormente, nem mesmo foi dito que ocorreu uma coincidência. Ele finalizou dizendo que lamenta "que esteja havendo uma leitura histérica disso".
Em março de 2020, após o anúncio da pandemia de COVID-19 e protestos de usuários do Twitter, o Estadão e outros jornais retiraram o paywall dos artigos sobre o assunto, permitindo acesso gratuito a eles. Durante a pandemia, o suplemento Caderno 2, que trata de cultura, foi substituído pelo caderno Na Quarentena, "um guia para viver bem e saudável nesta temporada de quarentena que teremos de navegar".
Em 17 de outubro de 2021, após consulta e sugestão dos leitores, o jornal muda de formato após 146 anos de sua fundação, onde se utilizava o formato standard, passou a ser publicado em formato germânico (berliner), que é um sucesso entre os leitores. Ao longo de 11 meses do projeto, foram feitas cinco pesquisas para entender as necessidades do leitor e captar reações as mudanças propostas. Na ocasião, 87% disseram preferir o formato "berliner".
A publicação deixa de ter o tamanho 60 cm por 75 cm, que utilizava desde a fundação, em 1875. Agora, circula no modelo “berliner”, com 31,5 cm por 47 cm. O jornal tem cores diferentes para cada seção. Além disso, o corpo da letra aumentou 0.2 ponto e a entrelinha, 1.0 ponto –essa mudança, de acordo com o Estadão, provoca uma “ebulição visual” e melhora a legibilidade.

## Grupo Estado
Depois de uma fracassada experiência no campo das telecomunicações, o Grupo Estado passou por uma reestruturação em 2003, e a maior parte da família Mesquita deixou os cargos de direção. Demissões em massa ocorreram no grupo. Após o saneamento financeiro, o Estado empreendeu uma reformulação gráfica em outubro de 2004, com a criação de novos cadernos e tem recebido sucessivos prêmios de excelência gráfica.
Além do jornal O Estado de S. Paulo, o Grupo Estado publicava o Jornal da Tarde (1966) e detém controle sobre a OESP Mídia (1984), empresa que atua no ramo de Publicidade por meio de Classificados. Pertencem ao Grupo Estado as rádios Eldorado AM e FM (1958) e a Agência Estado (1970), maior agência de notícias do Brasil.

## Visão política
A mais antiga de todas as seções, conhecida como "Notas e Informações", sempre localizada na página 3, manteve a tradicional postura do jornal de unir, em seus editoriais, conservadorismo político e liberalismo econômico, sendo uma das colunas mais emblemáticas de O Estado de S. Paulo, identificado com o pensamento "conservador" ou "neoliberal" no Brasil. Entretanto, desde o golpe militar de 1964, e principalmente após 1968, o jornal vem tomando posições mais liberais também no âmbito social e político, como a defesa em editorial da legalização do aborto no Brasil, as críticas ao presidente dos Estados Unidos, George W. Bush, e ao presidente francês Nicolas Sarkozy, além de apoiar a candidatura da ex-presidente de centro-esquerda do Chile, Michelle Bachelet. O Grupo Estado defende o sistema democrático de governo, o Estado de direito, a livre iniciativa, a economia de mercado e um Estado comprometido com um país economicamente forte e socialmente justo.
Em 25 de setembro de 2010, em um editorial intitulado "O mal a evitar", o jornal declarou abertamente o seu apoio ao candidato José Serra na eleição presidencial no Brasil em 2010, afirmando que o candidato é "o que tem melhor possibilidade de evitar um grande mal para o País", e criticando o presidente Luiz Inácio Lula da Silva pelas suas acusações de que a imprensa brasileira estaria se comportando "como um partido político" e pela "escandalosa deterioração moral" de seu governo.

## Prêmios

### Prêmio ExxonMobil de Jornalismo(Esso)
| Esso de Informação Econômica | Esso de Informação Econômica | Esso de Informação Econômica           | Esso de Informação Econômica |
| Ano                          | Autor                        | Obra                                   | Resultado                    |
| ---------------------------- | ---------------------------- | -------------------------------------- | ---------------------------- |
| 1996                         | Sueli Caldas                 | "Operações fantasmas minaram Nacional" | Venceu                       |

| Esso Especial Infância e Adolescência | Esso Especial Infância e Adolescência       | Esso Especial Infância e Adolescência            | Esso Especial Infância e Adolescência |
| Ano                                   | Autor                                       | Obra                                             | Resultado                             |
| ------------------------------------- | ------------------------------------------- | ------------------------------------------------ | ------------------------------------- |
| 1996                                  | Denise Gustavsem e Equipe do Suplemento Zap | "Conjunto de trabalhos dirigidos ao adolescente" | Venceu                                |

| Esso de Informação Econômica | Esso de Informação Econômica                      | Esso de Informação Econômica  | Esso de Informação Econômica |
| Ano                          | Autor                                             | Obra                          | Resultado                    |
| ---------------------------- | ------------------------------------------------- | ----------------------------- | ---------------------------- |
| 1997                         | Ribamar Oliveira, João Domingos e Kássia Caldeira | "O escândalo dos precatórios" | Venceu                       |

| Esso Especial de Primeira Página | Esso Especial de Primeira Página | Esso Especial de Primeira Página | Esso Especial de Primeira Página |
| Ano                              | Autor                            | Obra                             | Resultado                        |
| -------------------------------- | -------------------------------- | -------------------------------- | -------------------------------- |
| 2002                             | Sandro Vaia e Alaor Filho        | "O maior campeão do mundo"       | Venceu                           |

| Esso de Reportagem | Esso de Reportagem                         | Esso de Reportagem                                   | Esso de Reportagem |
| Ano                | Autor                                      | Obra                                                 | Resultado          |
| ------------------ | ------------------------------------------ | ---------------------------------------------------- | ------------------ |
| 2009               | Rosa Costa, Leandro Colon e Rodrigo Rangel | "Dos atos secretos aos secretos atos de José Sarney" | Venceu             |

### Prêmio Vladimir Herzog
| Menção Honrosa do Prêmio Vladimir Herzog por Texto | Menção Honrosa do Prêmio Vladimir Herzog por Texto | Menção Honrosa do Prêmio Vladimir Herzog por Texto | Menção Honrosa do Prêmio Vladimir Herzog por Texto |
| Ano                                                | Obra                                               | Autor                                              | Resultado                                          |
| -------------------------------------------------- | -------------------------------------------------- | -------------------------------------------------- | -------------------------------------------------- |
| 2017                                               | "Cerco aos isolados"                               | André Borges e Werther Santana                     | Venceu                                             |

| Prêmio Vladimir Herzog de Jornal | Prêmio Vladimir Herzog de Jornal                   | Prêmio Vladimir Herzog de Jornal         | Prêmio Vladimir Herzog de Jornal |
| Ano                              | Obra                                               | Autor                                    | Resultado                        |
| -------------------------------- | -------------------------------------------------- | ---------------------------------------- | -------------------------------- |
| 2014                             | "Sangue Político"                                  | Leonencio Nossa                          | Venceu                           |
| 2015                             | “Floresta Amazônia”                                | Leonêncio Nossa Jr.                      | Venceu                           |
| 2016                             | “Terra Bruta” (O Estado de S. Paulo – Brasília/DF) | Leonencio Nossa (Leonencio Nossa Junior) | Venceu                           |

| Prêmio Vladimir Herzog de Internet | Prêmio Vladimir Herzog de Internet | Prêmio Vladimir Herzog de Internet | Prêmio Vladimir Herzog de Internet |
| Ano                                | Obra                               | Autor                              | Resultado                          |
| ---------------------------------- | ---------------------------------- | ---------------------------------- | ---------------------------------- |
| 2015                               | “Rota 66, a confissão”             | Marcelo Godoy                      | Venceu                             |

| Menção Honrosa do Prêmio Vladimir Herzog por Jornal | Menção Honrosa do Prêmio Vladimir Herzog por Jornal                            | Menção Honrosa do Prêmio Vladimir Herzog por Jornal  | Menção Honrosa do Prêmio Vladimir Herzog por Jornal |
| Ano                                                 | Obra                                                                           | Autor                                                | Resultado                                           |
| --------------------------------------------------- | ------------------------------------------------------------------------------ | ---------------------------------------------------- | --------------------------------------------------- |
| 2016                                                | “Por cima, não: ‘acima’” (O Estado de S. Paulo – Caderno Aliás – São Paulo/SP) | Vitor Hugo Brandalise (Vitor Hugo Brandalise Junior) | Venceu                                              |

| Menção Honrosa do Prêmio Vladimir Herzog por Fotografia | Menção Honrosa do Prêmio Vladimir Herzog por Fotografia | Menção Honrosa do Prêmio Vladimir Herzog por Fotografia | Menção Honrosa do Prêmio Vladimir Herzog por Fotografia |
| Ano                                                     | Obra                                                    | Autor                                                   | Resultado                                               |
| ------------------------------------------------------- | ------------------------------------------------------- | ------------------------------------------------------- | ------------------------------------------------------- |
| 2020                                                    | "Presidente Viral"                                      | Gabriela Biló                                           | Venceu                                                  |